# Marko Pjaca
Marko Pjaca (hr[mâːrko pjâtsa]; n. 6 mai 1995) este un fotbalist profesionist croat care joacă pe postul de mijlocaș pentru clubul italian Fiorentina, fiind împrumutat de la Juventus, și pentru echipa națională a Croației.
Pjaca și-a început cariera de fotbalist profesionist în Croația la Lokomotiva în 2012, înainte de a se transfera la Dinamo Zagreb în 2014. După ce a câștigat de două ori consecutiv dubla cupă-campionat la Dinamo, a ajuns la Juventus în 2016, realizând și aici dubla în primul său sezon; el a fost împrumutat la Schalke 04 pentru returul sezonului următor.
La nivel internațional, Pjaca a reprezentat Croația la UEFA Euro 2016 și la Campionatul Mondială din 2018, câștigând medalia de finalist la cel de-al doilea turneu.

## Primii ani
Tatăl lui Željko a fost luptător și mama sa, Višnja, a fost o judoka. Are două surori mai mari: Martina și Iva. În copilărie a practicat handbalul, baschetul și tenis de masă.

## Cariera pe echipe

### Lokomotiva
Pjaca și-a început cariera de fotbalist profesionist la echipa croată Lokomotiva. El și-a făcut debutul în Liga Croată de Fotbal 2011-2012, pe 24 februarie 2012, într-o victorie scor 3-0 cu Zadar, în care a reușit să dea o pasă de gol. A fost singurul meci jucat de el în acest sezon. În sezonul următor, Pjaca a fost mult mai prezent în prima echipă, mai ales după pauza de iarnă. El a încheiat sezonul 2011-2012 de Prva HNL cu 2 goluri în 17 meciuri. Forma arătată de el în sezonul Prva HNL din 2013-2014 a fost cel care a atras în mare atenția cluburilor mai mari, după ce a marcat șapte goluri în 31 de meciuri.

### Dinamo Zagreb
În vara anului 2014, Pjaca a fost cumpărat de atunci campioana Croației, Dinamo Zagreb, pentru o sumă de transfer considerată a fi în jurul valorii de 1 milion de euro. El și-a făcut debutul pentru Dinamo în meciul din prima etapă de campionat a sezonului 2014-2015, când a marcat împotriva lui Slaven Belupo. La 11 decembrie 2014, a marcat un hat-trick, cu ajutorul căruia Dinamo a învins-o pe Celtic cu 4-3 în ultimul meci al grupelor UEFA Europa League din sezonul 2014-2015. Pjaca a terminat sezonul cu 14 goluri în 47 de meciuri în toate competițiile, în timp ce Dinamo a câștigat campionatul pentru al zecelea sezon la rând. Pjaca a fost integralist în meciul câștigat de Dinamo în fața lui RNK Split în finala Cupei Croației din 2015 la penaltiuri. La 20 iulie 2016, Pjaca însuși a confirmat că dubla manșă din calificările pentru Liga Campionilor UEFA din a doua rundă împotriva clubului macedonean Vardar, va fi ultima pentru Dinamo. El a marcat două goluri, a dat o pasă de gol pentru al treilea și a primit ovații în picioare de la fani în meciul său de adio de la Stadionul Maksimir.

### Juventus
La 21 iulie 2016 s-a anunțat faptul că Pjaca a semnat un contract pe cinci ani cu Juventus, care l-a cumpărat pentru suma de 23 de milioane de euro de la Dinamo. Odată cu transferul, Pjaca a devenit cel mai scump jucător vândut vreodată de către Dinamo și cel mai scump jucător vândut din Prima Ligă de Fotbal Croată vreodată.
Pjaca și-a făcut debutul pentru Juventus în Serie A pe 27 august, intrând în locul lui Paulo Dybala în a doua repriză a victorii cu 1-0 în deplasare cu Lazio. În octombrie 2016, Pjaca a suferit o accidentare la osul fibulei, în timp ce se afla în cantonamentul Croației, și se aștepta, inițial, să piardă în jurul a șase săptămâni din acest sezon. După ce a fost accidentat timp de trei luni, a revenit în ianuarie 2017, intrând pe final de meci în ultima jumătate de oră a partidelor cu Atalanta din Coppa Italia și Fiorentina din Serie A. A marcat primul gol pentru Juventus în prima etapă a rundei optimilor Ligii Campionilor cu Porto, într-o victorie de 2-0. Pjaca a suferit o ruptură a ligamentului încrucișat anterilor  pe 28 martie, din nou în timp ce se afla la naționala Croației, lăsându-l pe tușă timp de șase luni.

#### Împrumutul la Schalke 04
După ce și-a revenit din accidentare la 4 ianuarie 2018, a fost dat publicității anunțul potrivit căruia Pjaca a fost împrumutat de către clubul german Schalke 04 fără vreo opțiune de  cumpărare până la sfârșitul sezonului 2017-2018, pentru 800.000 de euro plus o sumă suplimentară de € 200.000 în bonusuri posibile. În acel moment echipa germană încerca să se claseze pe un loc care o ducea în Liga Campionilor UEFA și antrenorul Tedesco l-a văzut pe Marko ca pe un jucător care îi poate ajuta să-și atingă obiectivele. Pe de altă parte, Marko a considerat că poate prinde mai multe meciuri la Schalke și astfel își poate reveni în formă pentru a prinde lotul pentru Campionatul Mondial la sfârșitul sezonului. Pjaca și-a făcut debutul oficial pentru club pe 13 ianuarie, intrând în a doua repriză într-o înfrângere cu 3-1 în partida din deplasare cu RB Leipzig. În cel de-al doilea mecipentru club și primul meci ca titular, pe 21 ianuarie, a marcat primul său gol într-o remiză scor 1-1 împotriva lui Hanovra 96.

#### Împrumutul la Fiorentina
La 7 august 2018, Pjaca s-a alăturat echipei Fiorentina la care a fost împrumutat timp de un sezon cu opțiunea de a face transferul permanent pentru o sumă nedivulgată.

## Cariera la națională
Pjaca și-a făcut debutul internațional pentru Croația la 4 septembrie 2014, înlocuindu-l pe Mateo Kovačić în ultimele 12 minute ale unei victorii obținute într-un meci amical cu Ciprul, scor 2-0, care a avut loc pe Stadionul Aldo Drosina din Pula. La 3 septembrie 2015, el a debutat pentru echipa națională într-un meci oficial împotriva Azerbaidjanului contând pentru calificările la UEFA Euro 2016, care s-a încheiat cu o remiză, scor 0-0, fiind integralist. La 4 iunie 2016, a marcat primul său gol pentru Croația într-o victorie scor 10-0 cu San Marino.

### Euro 2016
Pjaca a fost inclus în lotul Croației pentru Euro 2016. El a jucat un rol important în victoria impresionantă a Croației cu 2-1 împotriva Spaniei, campioana europeană en-titre, la Bordeaux pe Nouveau Stade de Bordeaux. În timpul acelui meci, el a terminat șapte din opt treceri de adversari, a șutat o dată, a creat o ocazie de gol și a făcut o deposedare. Pjaca s-a aflat pe banca de rezerve pentru meciul cu Portugalia din runda următoare, fiind introdus pe teren în prelungirile de 30 de minute, mai exact în ultimele 10 minute ale meciului. A reușit să impulsioneze atacul, reușind să facă trei driblinguri, însă nu a reușit să-i învingă pe fundașii adverși. Croația a pierdut în cele din urmă în fața Portugaliei cu 1-0 după ce portarul Portugaliei, Ricardo Quaresma, a marcat în minutul 117 minute pentru a elimina Croația.

### Campionatul Mondial din 2018
La 4 iunie 2018, Pjaca a fost numit în lotul final de 23 de jucători ai Croației pentru Campionatul Mondial din 2018. Croația a ajuns la finala turneului, unde a fost învinsă de Franța cu 4-2 la 15 iulie.

## Stil de joc
Fiind considerat un tânăr jucător talentat și promițător, Pjaca este o extremă capabilă să joace pe ambele flancuri, deși poziția sa preferată este în stânga, unde îi place să vină în mijloc din flanc și să șuteze sau să creeze șanse cu piciorul său de bază, dreptul; el a fost, de asemenea, folosit ca mijlocaș ofensiv sau ocazional ca un al doilea atacant. Un jucător dinamic, agil și tehnic talentat, Pjaca este cunoscut pentru stilul său direct și ofensiv de joc. Datorită fizicului, vitezei, abilităților de dribling și abilității de a schimba rapid direcția, el reușește deseori să treacă de adversari în situațiile unu la unu și este, de asemenea, cunoscut pentru abilitatea sa de a face sprinturi atunci când este necesar în spatele liniei defensive a adversarilor.

## Statistici privind cariera

### Club
Până pe 3 februarie 2019
| Club                  | Sezon         | Campionat     | Campionat | Campionat | Cupă    | Cupă   | Europa  | Europa | Altele  | Altele | Total   | Total  |
| Club                  | Sezon         | Divizie       | Meciuri   | Goluri    | Meciuri | Goluri | Meciuri | Goluri | Meciuri | Goluri | Meciuri | Goluri |
| --------------------- | ------------- | ------------- | --------- | --------- | ------- | ------ | ------- | ------ | ------- | ------ | ------- | ------ |
| Lokomotiva            | 2011–2012     | 1. HNL        | 1         | 0         | 0       | 0      | –       | –      | –       | –      | 1       | 0      |
| Lokomotiva            | 2012–2013     | 1. HNL        | 17        | 2         | 6       | 2      | –       | –      | –       | –      | 23      | 4      |
| Lokomotiva            | 2013–2014     | 1. HNL        | 30        | 7         | 0       | 0      | 2       | 0      | –       | –      | 32      | 7      |
| Lokomotiva            | Total         | Total         | 48        | 9         | 6       | 2      | 2       | 0      | –       | –      | 56      | 11     |
| Dinamo Zagreb         | 2014–2015     | 1. HNL        | 32        | 11        | 7       | 0      | 8       | 3      | 1       | 0      | 48      | 14     |
| Dinamo Zagreb         | 2015–2016     | 1. HNL        | 28        | 8         | 3       | 1      | 12      | 3      | –       | –      | 43      | 12     |
| Dinamo Zagreb         | 2016–2017     | 1. HNL        | 1         | 0         | 0       | 0      | 1       | 2      | –       | –      | 2       | 2      |
| Dinamo Zagreb         | Total         | Total         | 61        | 19        | 10      | 1      | 21      | 8      | 1       | 0      | 93      | 28     |
| Juventus              | 2016–2017     | Serie A       | 14        | 0         | 2       | 0      | 4       | 1      | 0       | 0      | 20      | 1      |
| Juventus              | 2017–2018     | Serie A       | 0         | 0         | 0       | 0      | 0       | 0      | 0       | 0      | 0       | 0      |
| Juventus              | Total         | Total         | 14        | 0         | 2       | 0      | 4       | 1      | 0       | 0      | 20      | 1      |
| Schalke 04 (împrumut) | 2017–2018     | Bundesliga    | 7         | 2         | 2       | 0      | –       | –      | –       | –      | 9       | 2      |
| Fiorentina (împrumut) | 2018–2019     | Serie A       | 17        | 1         | 0       | 0      | –       | –      | –       | –      | 17      | 1      |
| Total carieră         | Total carieră | Total carieră | 147       | 31        | 20      | 3      | 27      | 9      | 1       | 0      | 195     | 43     |

1. ↑  Meci în Supercupa Croației

### Meciuri la națională
Până pe 15 octombrie 2018
| Echipa națională a Croației | Echipa națională a Croației | Echipa națională a Croației | Echipa națională a Croației |
| An                          | Meciuri                     | Goluri                      |                             |
| --------------------------- | --------------------------- | --------------------------- | --------------------------- |
| 2014                        | 1                           | 0                           |                             |
| 2015                        | 5                           | 0                           |                             |
| 2016                        | 6                           | 1                           |                             |
| 2017                        | 1                           | 0                           |                             |
| 2018                        | 10                          | 0                           |                             |
| Total                       | 23                          | 1                           |                             |

### Gol la națională
Rubrica scor indică scorul la momentul marcării golului de către Pjaca.
| # | Data         | Stadion                             | Adversar   | Scor | Rezultat | Competiție |
| - | ------------ | ----------------------------------- | ---------- | ---- | -------- | ---------- |
| 1 | 4 iunie 2016 | Stadionul Rujevica, Rijeka, Croația | San Marino | 1 -0 | 10-0     | Amical     |

## Titluri

### Club
- Prva HNL: 2014-2015, 2015-2016
- Cupa Croației: 2014-2015, 2015-2016
- Serie A: 2016-2017
- Coppa Italia: 2016-2017

### La națională
Croația
- Campionatul Mondial: finalist 2018 [35]

### Individual
- Fotball Oscar: cel mai bun jucător din Prva HNL: 2015, 2016

### Decorații
- Ordinul ducele Branimir cu panglică: 2018[40]